# Nikolaï Kliouïev
Nikolaï Alekseïevitch Kliouïev (en russe : Никола́й Алексе́евич Клю́ев), né le 10 octobre 1884 (22 octobre dans le calendrier grégorien) à Kochtougui, un village de l'actuelle oblast de Vologda, mais à l'époque dans le Gouvernement d'Olonets, dans le nord de la Russie, et mort fusillé entre le 23 octobre 1937 et le 25 octobre 1937 à Tomsk, en Sibérie, est un poète russe.
La poésie de Kliouïev, surchargée de dialectismes rares, est difficile d'accès : sa lecture nécessite un glossaire.

## Biographie
Son père, Aleksei Timofeeitch Kliouïev (1842-1918), est un sous-officier cosaque et gère une boutique de vin dont il n'est pas propriétaire. Sa mère, Praskovia Dmitrievna (1851-1913), est conteuse et pleureuse. Kliouïev étudie aux écoles de district de Vytegra et Petrozavodsk. On trouve parmi ses ancêtres des vieux-croyants, mais ni son père ni lui-même (contrairement à ce que beaucoup diront) n'ont jamais observé ce rite.
Il prend part aux événements révolutionnaires des années 1905-1907, est arrêté a plusieurs reprises pour participation aux mouvements paysans de 1906-1907 et pour son refus de prêter le serment militaire. Il est enfermé d'abord dans les prisons de Vytegra puis de Petrozadsk.
Dans ses notes autobiographiques, Kliouïev mentionne qu'il a beaucoup voyagé en Russie dans sa jeunesse. Cependant cela ne peut être compris comme une preuve concrète de ses voyages, et de tels mythes, insérés dans son autobiographie, sont parties prenantes de son expression littéraire.
Il raconte comment il fut initié aux offices dans les monastères des Îles Solovki, mais qu'il s'est enfui lorsque l'on a souhaité le castrer (Scoptes). Il raconte aussi comment il a connu le beau Ali dans le Caucase: comment celui-ci l'aima et lui enseigna " la Nuit du Destin qui vaut plus que milles mois, cet enseignement oriental du mariage avec l'ange, que nous, Russes blancs appelons des mots de notre chrétienté, le retour d'Adam... ", avant qu'Ali ne garde pour lui son amour impossible envers Kliouïev. Il raconte aussi sa rencontre avec Tolstoï et Raspoutine, comment il fut enfermé par trois fois, comment il est devenu un poète renommé, et comment " la fréquentation durant deux hivers des rencontres littéraires, des soirées, des rencontres artistiques, des palais moscovites l'ont accaparé comme une grande meule bigarrée, remplie d’étonnement et d'un ennui sans fin. "

## Premiers succès littéraires
Les premiers poèmes de Kliouïev apparaissent dans la presse en 1904. Dans les années 1900 et 1910, son œuvre s’éloigne des canons littéraires puisqu'il ne perpétue pas la tradition des poètes du peuple à l'inspiration d'Ivan Surikov. Au contraire, il se prend de passion pour le symbolisme, utilisant des formes religieuses et dialectales dans ses poèmes. Son premier recueil, Le carillon de l'automne, parait en 1911. L'art de Kliouïev est alors très bien reçu par les modernistes russes, perçu comme annonciatrice de la culture du peuple ainsi que l’écrit Alexandre Blok (dans sa correspondance avec Kliouïev en 1907, qui montre entre grande proximité et un grand respect entre les deux poètes), Valéri Brioussov et Nikolaï Goumilev.
Il entretient une relation plus compliquée avec Sergueï Essénine, qui se considère son élève. En 1915-1916 ils lisent régulièrement leurs poèmes en public, et leurs trajectoires poétiques les éloigneront et les rapprocheront à plusieurs occasions.

## Religiosité de Kliouïev
Alexandre Blok, à plusieurs reprises, mentionne Kliouïev dans ses poèmes, ses livres et ses lettres, et l’évoque comme le symbole de l’énigme de la foi du peuple. Dans une de ses lettres, il l'appelle même le Christ parmi nous, et Sergueï Gorodetski répétera la formule.

## Kliouïev après laRévolution russe
Ses poèmes de la fin des années 1910 et du début des années 1920 expriment une sympathie " paysanne " et " religieuse " envers les événements révolutionnaires, et il envoie ses poèmes à Lénine (bien que quelques années auparavant il se produisait devant l'empereur Nicolas II en compagnie de Sergueï Essénine). Il se rapproche aussi du Parti socialiste-révolutionnaire de gauche via le mouvement littéraire " Skify ". Trois recueils de ses poèmes sont publiés dans la revue littéraire berlinoise " Skifi ".
Après quelques années de pérégrinations, en 1922 Kliouïev réapparaît à Petrograd et Moscou, ses nouveaux livres ayant été soumis à une critique sévère et retirés du marché littéraire.
À partir de 1923 Kliouïev vit à Leningrad, d’où il déménage pour Moscou seulement au début des années 1930. Sa situation matérielle catastrophique ne s’améliore pas avant la publication de son recueil de poèmes sur Lénine (1924).
Bientôt, Kliouïev (comme beaucoup d'autres poètes des campagnes) se distancie des agissements soviétiques, qui perturbent le monde traditionnel de la campagne russe. La critique soviétique le dépeindra comme un " idéologue koulak ". À la suite du suicide d'Essénine, il écrit " Pleurs pour Essenine " (1926), bientôt interdit de vente. En 1928 parait son dernier recueil, " L'izba et le champ ".
En 1929 Kliouïev se met à fréquenter le jeune peintre Anatolyi Kravtchenko, à qui il adresse des poèmes d'amours et des lettres (on en compte 42 de Kliouïev à Anatolyi). La prédominance de la célébration de la beauté masculine sur la beauté féminine, dans chaque période de la poésie de Kliouïev, a été étudiée par le philologue A. I. Mixailovyi.

## Œuvres traduites en français
- Le bâton de cèdre. Poésie contemporaine en Sibérie orientale (Nikolaï Kliouïev : Le poète / J’aime les campements tziganes.../ Soir). Anthologie bilingue, textes choisis par Andreï Roumiantsev et Christian Mouze, traductions de Christian Mouze, préface d’Emmanuel Malherbet. Collection « Petite Bibliothèque russe », 2007,  (ISBN 2-906266-34-5)